# Eran (Begriff)
Ērān („Iran“) ist ein im 3. Jahrhundert aufgekommener Begriff, der ethnische, religiöse und politische Bedeutung hat. Er diente als Bezeichnung für Gebiete, in denen Menschen leben, welche die iranische Sprache sprechen; es ist somit nicht deckungsgleich mit der Bezeichnung für den modernen Staat Iran. Ērān steht im Gegensatz zu Anērān, dem Land der Nicht-Iranier. Es handelt sich gleichzeitig um religiös und politisch gebrauchte Begriffe, da Anērān in diesem Sinne mit dem Feind Irans und des Zoroastrismus gleichgesetzt wurde.
Im alten Persien tauchen die Begriffe Airya und Anairya bereits im Avesta auf, wo sie nach der einen wissenschaftlichen Ansicht vor allem als ethnische Bezeichnung oder nach der anderen als sprachliche und religiöse Abgrenzung gegenüber den Nicht-Ariern dienen (vgl. auch „Arier“). Ērān ud Anērān („Iran und Nicht-Iran“) wurden aber erst in der Spätantike von den Königen des Sassanidenreichs (3. bis 7. Jahrhundert) geprägt. Während Anērān erst in der Zeit von Schapur I. bezeugt ist, wurde Ērān bereits von dessen Vater Ardaschir I. in Inschriften und auf Münzen benutzt. Die spätantiken Perserkönige nahmen für sich in Anspruch, die gesamte zivilisierte Welt unter ihrer Herrschaft in ihrem Reich Ērān-šahr („Reich der arya“) vereinigt zu haben. Der Begriff in seiner Bedeutung für einen geschlossenen Herrschaftsbereich entstand auch erst in sassanidischer Zeit. Der Begriff ist erstmals dokumentiert in der Großen Inschrift von Schapur I. auf Kaʿbe-ye Zartuscht, einem Bauwerk in der Nähe von Persepolis (heutige Provinz Fars im Süden Irans) aus dem 5. Jahrhundert vor Christus. Das bedeutete nicht, dass Anērān unterworfen werden musste, aber es sollte die Oberhoheit von Ērān anerkennen. Diese politische Ideologie diente nicht zuletzt der Unterfütterung des Herrschaftsanspruches der Sassanidenkönige. Šāhān šāh ērān ud anērān („König der Könige von Ērān und Anērān“, d. h. von „Iran und Nichtiran“) blieb auch in der Folgezeit Titulatur der Sassanidenkönige, die damit bewusst eine politische Botschaft vermittelten. Ein Beiname einiger sassanidischer Herrscher war zudem ēr mazdēsn, übersetzbar mit „arisch“ (im Sinne von „iranisch“) und „mazdaistisch“ (bzw. „Mazdaverehrer“).
Da das persische Herrschaftsgebiet auch andere ethnische bzw. religiöse Minderheiten umfasste, betrieben die Perserkönige realpolitisch durchaus eine diese Aspekte berücksichtigende Politik, solange sich diese Gruppen loyal verhielten. Nach dem Untergang des Sassanidenreichs im Verlauf der islamischen Expansion im 7. Jahrhundert wurde Ērān weiterhin von islamischen Gelehrten benutzt, aber nicht mehr als politischer Begriff. In dieser Form wurde er erst wieder in der Zeit der Ilchane und vor allem im 20. Jahrhundert von der Pahlavi-Dynastie verwendet.
Zusätzlich zu dieser stark herrschaftsideologischen Unterscheidung existierten in der Spätantike reell neben Ērān im Westen Hrōm/Rūm (Römisches Reich) und im Nordosten in Transoxanien Tūrān, das Land feindlich gesinnter Nomaden (Iranische Hunnen und seit Mitte des 6. Jahrhunderts die Göktürken), die die Perserkönige bekämpfen mussten. In diesem Zusammenhang bestand für die spätantiken Perserkönige unter anderem die Aufgabe, die zivilisierte Welt von Ērānšahr gegen die äußere Welt zu verteidigen. Aus achämenidischer Zeit ist der ummauerte Garten ein bekanntes Symbol (altpersisch paridaida, verstanden im Sinne eines irdischen Paradieses), das verbunden war mit einer gewissen sakralen Komponente. Touraj Daryaee hat diesbezüglich die These aufgestellt, dass das Motiv eines geschützten Gartens von den Sassaniden als ein Symbol für die Absicherung des Reiches nach außen benutzt wurde, wobei die Sassaniden auch real eine aktive Grenzsicherung betrieben.
Der Begriff Ērān kommt auch in anderen Ausdrücken vor, etwa den Amtstiteln Ērān-spāhbed (Marschall des Reiches), Ērān-Āmārgar, Ērān-drustbed (oberster Hofarzt) und Ērān-hambāragbed (Oberaufseher der Vorratsmagazine) sowie den Ortsbezeichnungen Ērān-šahr-Šābuhr und Ērān-winard-Kavād.